# Christian Pire
Pour les articles homonymes, voir Pire.
Christophe Pire, né le 1er septembre 1930 à Tunis et mort le 13 juin 2000 à Paris, est un plongeur français.
Médaillé de bronze aux Championnats d'Europe de natation 1954, il est quatorzième en tremplin à 3 mètres aux Jeux olympiques d'été de 1956 et dix-huitième aux Jeux olympiques d'été de 1960. Il est onze fois champion de France de plongeon.